# Parque provincial Algonquin
El Parque provincial Algonquin está situado entre la bahía Georgian y el río Ottawa en Ontario Central, Canadá. En su mayoría dentro del la zona de  Parques del sur no organizados de Ontario. Es el primer parque provincial de Canadá, y fue establecido en 1893. Cubre alrededor de 7653 km². Su tamaño, combinado con su proximidad a los grandes centros urbanos de Toronto y Ottawa lo convierten en uno de los parques provinciales más populares de la región y del país entero. La Autopista 60 (a Ontario), recorre el sur del parque, mientras que la Carretera transcanadiense pasa por el lado superior, hacia el norte. Más de 2400 lagos y 1200 kilómetros de arroyos y ríos se encuentran dentro del parque, incluyendo el lago Canoe, y los ríos Petawawa, Nipissing, Amable du Fond, Madawaska y Tim. Mayormente los lagos de esta región, fueron formados por la retirada de los glaciares durante la última edad de hielo. El parque es considerado parte de la "frontera" entre el  Ontario del Norte y Ontario del Sur.
El Parque Algonquin fue declarado como Sitio Histórico Nacional en 1992, en reconocimiento por los valores de su patrimonio, incluyendo su papel en el desarrollo de la gestión de los parques, y sus programas pioneros en la interpretación de los intereses del turismo, que más tarde fue adoptado por otros parques nacionales y provinciales de todo el país. Y su papel en la inspiración de artistas, que a su vez dio a los canadienses un mayor sentido patriótico de su país, así como las estructuras históricas, posadas, hoteles, cabañas, campamentos, portales de  entrada, la estación de ferrocarril, la administración y los edificios del museo. 
El parque se encuentra en una zona de transición entre las coníferas del norte y los grandes bosques de caducifolios del sur. Esta mezcla única de dos tipos de bosques, y su gran variedad de ambientes, permite al parque dar soporte a una extraordinariamente amplia variedad de especies vegetales y animales. Es también un sitio importante para la investigación de la vida silvestre. El Parque Algonquin es el único parque designado dentro de la provincia de Ontario, que permite la tala industrial de árboles dentro de sus fronteras. 

## Historia

### El Día oscuro de Nueva Inglaterra
Cuando un incendio no logra matar a un árbol, y el árbol más tarde continúa con su crecimiento, las cicatrices producidas por el fuego quedan marcadas en sus anillos de crecimiento. Esto hace posible calcular, con relativa exactitud, la fecha de un incendio del pasado. Los investigadores examinaron los daños en las cicatrices en algunos ejemplares antiguos, encontrando las pruebas de un gran incendio en la zona que hoy ocupa el parque, al que le atribuyen el nombre de "El Día oscuro de Nueva Inglaterra", producido el 19 de mayo de 1780. La causa probable del "Día oscuro", pudo haber sido el humo de este enorme incendio.

### Las primeras talas de árboles
En el siglo XIX, la industria maderera, comenzó a talar los grandes  pinos blancos y los pinos rojos para producir madera para el mercado nacional y americano, así como para la exportación de tablones a Gran Bretaña. Estas grandes industrias fueron seguidas por un pequeño número de asentamientos urbanos y agricultores. Aunque por la belleza de la zona,  también fue rápidamente reconocida por los conservacionistas de la naturaleza.
Para gestionar estos intereses en conflicto, el Gobierno de Ontario designó una comisión para investigar e informar sobre el asunto. El acta de creación del Parque Algonquin  fue redactado en 1892 por cinco miembros de la Comisión Real, formado por Alexander Kirkwood (el presidente y el Comisionado de Tierras de la Corona), James Dickson (Topógrafo Ontario), Archibald Blue (director de minería), Robert Phipps (jefe de la Subdivisión de Montes), y Aubrey White (Comisionado Adjunto de tierras de la Corona). El informe recomienda que el parque deberá estar establecido en el territorio que se encuentra rodeado por las cabeceras de los cinco ríos principales, siendo estos: el Río Muskoka, Río Madawaska (incluyendo el Río Opeongo), el Río Amable du Fond, el Río Petawawa, y el Rio South (Ontario).
Los comisionados señalaron en su informe: "La experiencia de los grandes países del mundo ha demostrado que la venta indiscriminada y al por mayor de madera, produce la deforestación de los bosques, y tal masacre acarrea una serie de males por detrás. Las llanuras fértiles, se convierten en grandes extensiones de zonas áridas (desiertos), la primavera (hidrológica) y los ríos se van secando, y la lluvia, en lugar de filtrar suavemente a través del suelo del bosque y encontrar su camino mediante arroyos y ríos hacia los niveles inferiores; desciende por el valle en corrientes torrentosas, produciendo tempestuosas inundaciones."
Aunque gran parte de la zona del Algonquin estuvo bajo licencia para la tala de árboles durante algún tiempo, prontamente la administración decidió hacer del parque un ejemplo de buenas prácticas de silvicultura. Emitiendo solamente licencias para cortar pinos. Los comisionados también recomendaron, que solo podría cortarse árboles de madera dura o seca.

### Tala de árboles en la actualidad

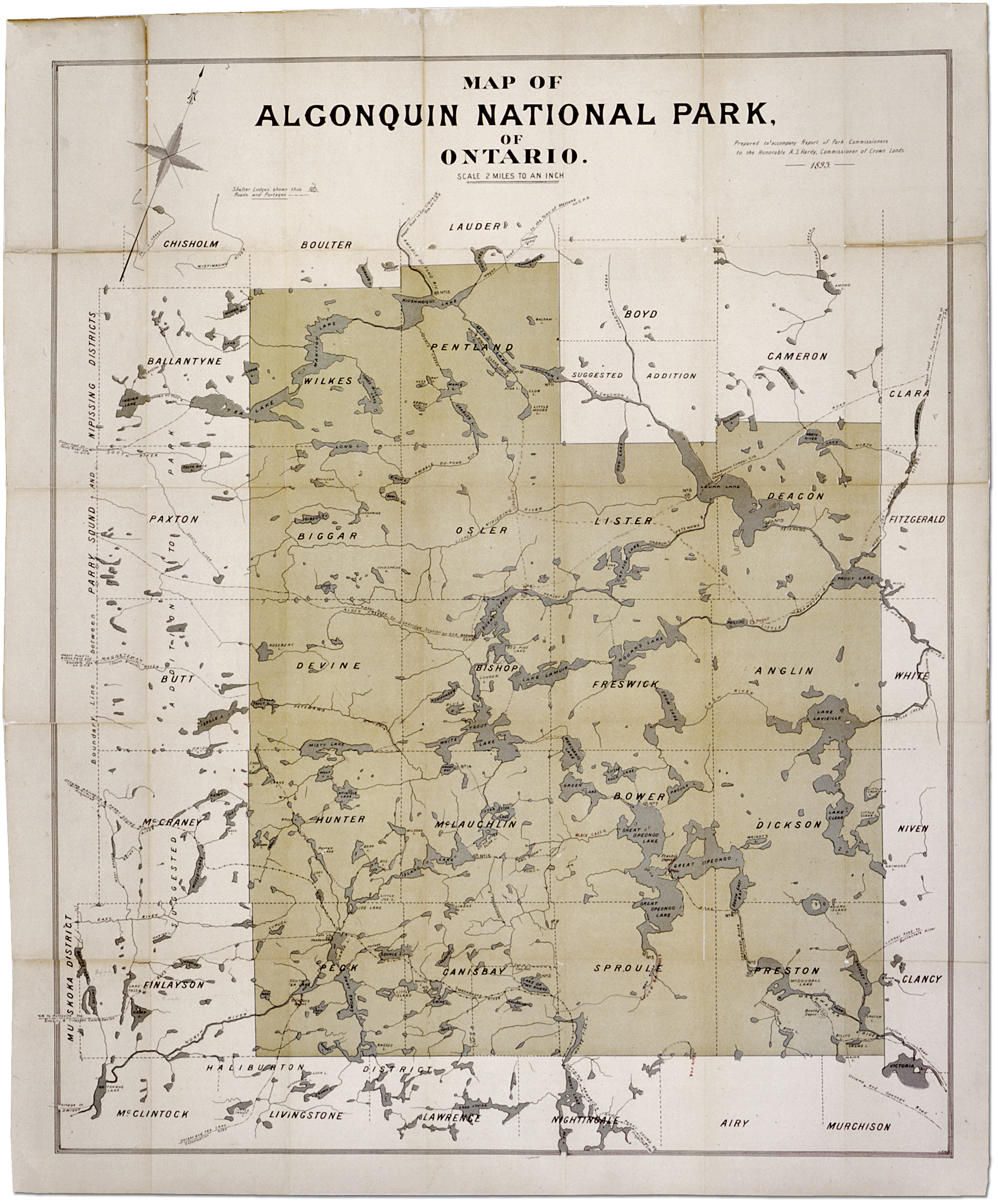
Registro del parque en 1893.

La tala industrial continúa en el interior del parque hoy día. Para un mejor aprovechamiento de la madera, se han implementado novedosos métodos de tala, en diferentes sectores del parque, incluyendo el sistema de “corte en claros” del bosque, la selección de cortes y el sistema de corte bajo cubierta. 
La Autoridad Forestal de Algonquin está revisando una aplicación que permitiría la expansión de los caminos actuales, y la creación de nuevas rutas para la extracción de árboles en nuevos sectores.

### La creación del Parque
El Partido Liberal de Ontario promovió una Ley del Parlamento, para establecer el "Parque Nacional Algonquin de Ontario", que fue aprobada por el gobierno de Oliver Mowat en la Asamblea Legislativa de Ontario, el 23 de mayo de 1893 (56 Vic., c.8). Aunque originalmente se lo llamó "parque nacional", el Algonquin siempre ha estado bajo la jurisdicción del Gobierno provincial de Ontario. De hecho el Algonquin fue el primer parque provincial del Canadá. No obstante, esta acción provocó un nuevo movimiento para crear parques nacionales, ya que el Parque Nacional de Banff fue establecido en 1885. El nombre fue cambiado a Parque Provincial Algonquin en 1913. 
Dentro de los límites del parque se incluyen 18 municipios pertenecientes al Distrito Federal de Nipissing, con una superficie de 3797 km², de los cuales el 10% está bajo el agua. Desde un principio el Algonquin tuvo por objetivo actuar como un parque público, centro de salud y como lugar de esparcimiento para el beneficio de los pueblos de la provincia. Incluso, al año siguiente, se incorporó al territorio del parque, porciones de tierra de seis nuevos municipios, añadidos a los límites del parque ya existente (Paxton, McCroney, Finlayson, Butt, Ballantyne, y Boyd). Los cuatro primeros fueron puestos a subasta ese mismo año. La producción de las empresas madereras que operaban en el parque en ese momento aumentó de 680.000 m³ (288 millones de pies de tablones) en 1886 a 809.000 m³ (343 millones de pies de tablones) en 1896.
Peter Thomson, fue el primer jefe de guarda parques de Algonquin. Y estuvo a cargo de establecer los límites del parque, la construcción de edificios, y la publicación de avisos para advertir a los cazadores sobre la prohibición del uso trampas. Se puso en contacto con los cortadores de madera, supervisó la retirada de los colonos de sus hogares, y notificó las temporadas de caza a los nativos locales, ya que no podían realizar capturas indiscriminadas dentro de la zona.
Desde entonces un grupo de guarda-parques comenzó a patrullar el parque, supervisando campamentos y previniendo y compartiendo muchos incendios forestales. Para 1910, el número de visitantes empezó a aumentar, y miles de personas comenzaron a visitar el territorio con gran placer. Se decía que el parque era sin lugar a dudas uno de los lugares naturales más bellos del territorio de Canadá]], y hasta de América del Norte. El Gobierno Provincial comentó: "Todos esto ha supuesto un gran gasto por parte del gobierno, el cual fue recuperado, principalmente a través del mantenimiento de los certificados de la madera. No hay tasa para los permisos para acampar, pero fue introducido un costo nominal para las licencias de guías de pesca". 
Una ley para establecer el Parque Nacional Algonquin de Ontario, fue otra vez aprobada por la legislatura, el 19 de marzo de 1910. Esta nueva legislación incluye la superficie original, así como la parte de diez municipios anexados al parque desde 1893. Además, esta ley permite una mayor expansión del territorio del parque, mediante la adición de los municipios adyacentes, en el caso de ser necesario.

### El ferrocarril, los asentamientos, y el comienzo del turismo

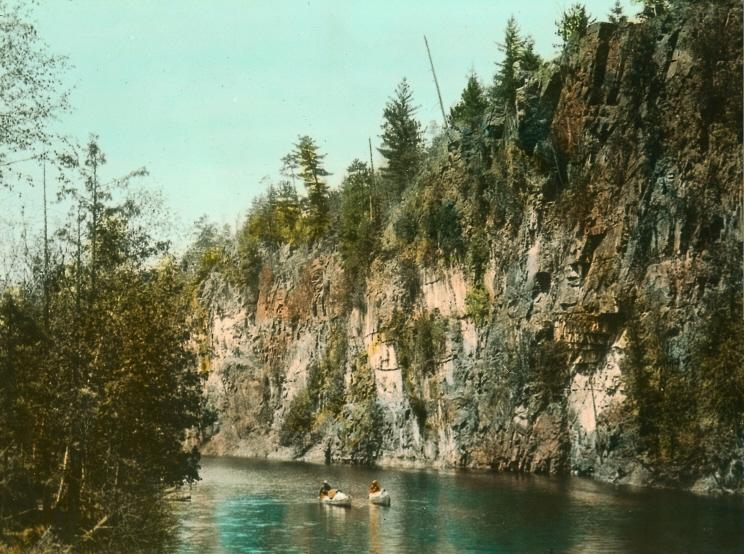
Una mano de color en el Parque (Fotografía tomada en la década de 1920).

La construcción de la ferroviaria Arnprior y Parry Sound de Otawa (OA & PS), por el parque en 1896, permitió el primer acceso “fácil” a la zona. Si bien el propósito del parque era el de controlar el acceso dentro de sus fronteras, las familias de los trabajadores ferroviarios, así como la de los madereros, se instaló rápidamente en el parque. El pueblo de Mowat en el lado oeste del Lago Canoe en el distrito Nipissing, de Ontario, fue fundado en 1893 como un campo, bajo el registro de la Compañía Maderera Gilmour. Desde entonces, otros intentos de registros fueron rechazados desde el río hacia la bahía del Lago de Oxtongue, y finalmente, hasta Trenton. En el mismo año la sede del parque se estableció cerca del campamento maderero. La llegada del ferrocarril, también proporcionó un fácil acceso para los madereros. La empresa Gilmour decidió poner un aserradero cerca de sus fuentes de madera. En 1897 el pueblo de Mowat había crecido a 500 residentes, ubicado a solo 18 km del ferrocarril.
El mismo año de la inauguración oficial de la vía férrea entre Ottawa y Depot Harbour. La sede del Parque también se trasladó en 1897 de Mowat a un punto del territorio en la costa norte del Lago Cache, junto a la vía férrea. La O.A. & P.S. instaló allí mismo, una estación con el nombre de Parque Algonquin. Posteriormente, en 1899 el ferrocarril, fue comprado por la compañía Ferrocarriles del Atlántico de Canadá, que a su vez fue vendida a la Grand Trunk Railway (GTR) en 1905. 
En 1898, George W. Bartlett fue designado como superintendente segundo del Parque Algonquin, en sustitución del fallecido Peter Thompson. Bajo la dirección del Primer Ministro de Ontario. Para lograr que el parque fuera auto-suficiente, Bartlett trabajó para hacerlo más atractivo a los turistas, fomentando arrendamientos a corto plazo para chalets, hoteles y campamentos. Se realizaron varios cambios en 1908, cuando el Hotel Algonquin abrió sus puertas en el Lago Joe El “Grand Trunk Rail way” abrió su primer hotel, en las tierras altas de Inn, cerca de la Sede del Parque. Construida en una colina detrás de la estación del parque, de dos plantas, al año siguiente amplió el complejo turístico y fue un éxito inmediato. Rápidamente otro emprendimientos se establecieron en el parque. Para el lado oeste de Las Tierras altas de Inn, los terrenos fueron alisados y se construyeron plataformas de madera, para poder albergar tiendas de campaña (suministradas por el hotel), para satisfacer las necesidades de la industria turística en rápido crecimiento.
En el pueblo de Mowat, la compañía Gilmour Lumber Co abandonó la antigua casa de huéspedes de la planta en el año 1900, y en 1913 fue reinaugurada como el Mowat Lodge. El Inn Highland fue ampliado, y fueron construidos nuevos campamentos. El campamento Nominigan, que consiste en una casa principal con seis cabañas para los obreros de la tala de árboles , se estableció en el Lago Smoke. El camping  Minnesing en la isla del Lago Burnt fue creado como un Wilderness Lodge. Ambos, sólo abiertos de julio a agosto, fueron construidas por la GTR como afiliada de la Posada de las Tierras Altas. 
Una segunda línea férrea, la del norte de Canadá (CNOR), fue construida en la parte norte del parque, la apertura fue en 1915. Las dos líneas más adelante se convirtieron en parte de la Canadian National Railway. Este servicio ferroviario en el parque llegó a su fin, en 1933, cuando una inundación dañó un puente de caballetes en el Lago Cache , perteneciente a la ferroviaria Ottawa, Arnprior y Parry Sound. Este puente se consideró como "peligroso para el uso" y demasiado caro para arreglarlo, finalizando el servicio con la línea del sur de la antigua (OA & PS). El servicio desde el oeste finalizó en 1952, y el del este en 1959. El servicio de la vieja línea (CNOR) a través del extremo norte del parque concluyó sus actividades en 1995. Muchos de los senderos en el parque hacen uso de porciones de los rieles aun instalados de los antiguos ferrocarriles.

### Administración y gestión
Como el uso recreativo del parque aumentó durante la década de 1950 y 60, se hizo evidente que se requería un plan a largo plazo para gestionar el parque. tras seis años de consultas con los diversos usuarios del parque, se culminó con la publicación en 1974 del “Plan Maestro del Algonquin”. Era plan de gestión que trataba de garantizar que el parque podría continuar indefinidamente atendiendo todos sus intereses y necesidades. Tres grandes cambios se produjeron como resultado de este plan. 
- Uno, el parque se dividió en zonas con diferentes fines específicos y usos: la Reserva Natural e Histórica con el (5,7% de la superficie terrestre), Wilderness con el (12%), desarrollo (4,3%) y Recreación y Utilización con el (78%) de las zonas. La tala en el parque se limita a la utilización de zonas de recreo, pero se separa tanto como sea posible de los usuarios del interior del parque a fin de mantener el entorno natural del parque. Cada año, sólo un pequeño porcentaje del parque está siendo activamente conectado.
- Dos, todas las licencias existentes para la extracción de madera fueron canceladas, y todas las talas en el parque se hacen ahora por medio de la Autoridad de Registro de Algonquin, que suministra madera a 10 fábricas privadas fuera del parque.
- Tres, varias reglas se pusieron en marcha para limitar el impacto del uso recreativo del parque. Casi todas las latas y las botellas están prohibidas en el interior, y se establecen límites en el número de personas por sitio, y el número de personas que pueden entrar en el interior del parque por día en cada punto de acceso. También está limitado el número de embarcaciones a motor, tanto en la potencia como en el tamaño de algunos de los lagos más grandes y más accesibles. El plan maestro ha sido revisado y actualizado en cuatro ocasiones desde 1974, con la última versión que se publicó en 1998.

## El patrimonio de los paisajes
Debido a la belleza de la zona, el parque es muy reconocido por los conservacionistas de la naturaleza. Además, el parque se hizo rápidamente popular para los pescadores; no así para los cazadores, ya que la caza fue prohibida. 
La belleza del Parque Algonquin atrajo a artistas como Tom Thomson junto con los miembros del Grupo de los siete (pintores), quienes encontraron muchos paisajes inspiradores. Thomson acompañado por guías dentro del parque, a menudo trabajó en Mowat Lodge. Hizo gran parte de sus pinturas de los lagos en canoa, cerca de su camping favorito que estaba detrás de Hayhurst Point, en una península con vista a la parte central del lago. Murió en circunstancias misteriosas en una canoa en el lago en 1917. Una placa de reconocimiento por su importancia histórica nacional se encuentra en el muelle del Centro de Visitantes para canoas del lago, construido por el “Board of Canada”, para Sitios y Monumentos Históricos. En Hayhurst Point, cerca del extremo norte del lago, hay varios tótems de piedra y monumentos erigidos por los amigos del pintor.

## Actividades para los visitantes

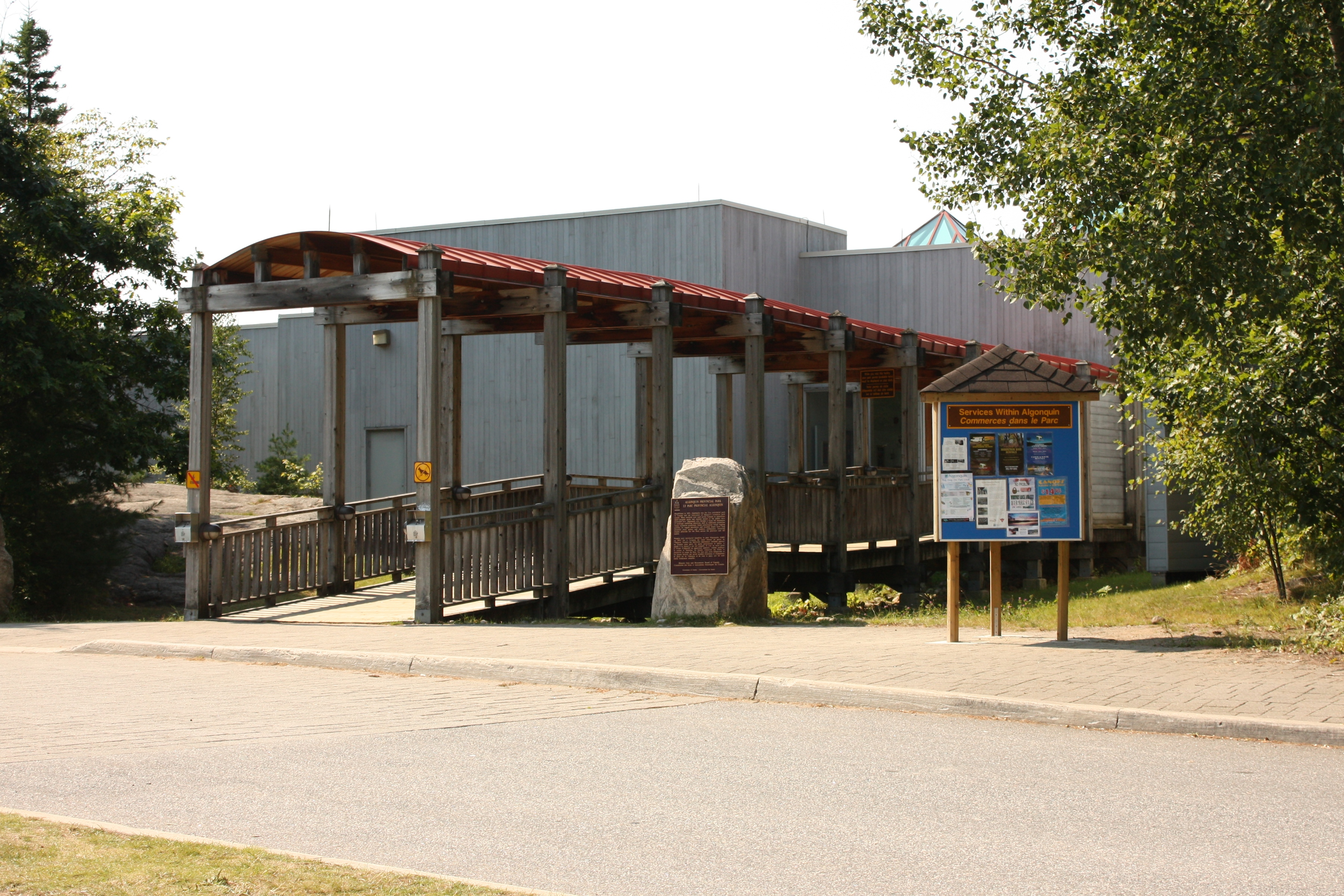
Centro de acampantes del Algonquin, a 43 km de la Autopista 60.

Algonquin es popular todo el año para distintas actividades al aire libre. Hay más de 1.200 campings en ocho campamentos designados, a través de la carretera 60 en el extremo sur del parque, con casi otros 100 campings a lo largo del bordes norte y este, divididos  en tres campamentos. También está el camping de pesca  del Lago Blancode, con 18 sitios de diferentes tamaños para acomodar grupos de 20, 30 o 40 personas. Llamado "camping interior",  donde solo es posible acceder por canoa o a pie.
Otras actividades son la pesca, Mountai Bike, equitación, esquí de fondo, y el senderismo diíurno. El parque tiene diecinueve senderos interpretativos, que varían en longitud de 0,8 km hasta 13 km. Cada ruta viene con una guía de caminos y está destinado a introducir a los visitantes a un aspecto diferente de la ecología del parque y la historia. 

### Aullidos de Lobos de los días jueves
En Algonquin se desarrolla el “Programa de Educación del Patrimonio Natural”. El aspecto más popular del programa son los aullidos de lobo. El Programa se lleva a cabo (si el tiempo y los lobos lo permiten), los jueves en el mes de agosto, y en ocasiones en la primera semana de septiembre, si hay un jueves, antes del Día del Trabajo. A veces, el personal del parque intenta localizar un grupo de lobos la noche del miércoles; y de tener éxito, anuncian los aullido de lobos al público para el jueves siguiente. 
El parque también publica un boletín informativo de visitante, sobre los cuervos, doce veces al año, entre finales de abril y principios de septiembre.

### El Camping Interior
Aunque hay numerosos campamentos en Algonquin, el parque es más conocido por suS camping interiores, es decir, los campings, que sólo se puede acceder en canoa o por medio de senderos a pie en verano, o con esquí o raquetas de nieve en el invierno. El parque Algonquin ofrece algunos de los mejores lugares para canoas de Canadá, con cientos de lagos y ríos navegables, que forman un total de 2000 km de rutas de canoa interconectadas. Cuanto más se avanza en una serie de puntos de acceso, el parque se convierte cada vez más agreste, y es posible pasar varios días en el interior sin ver a otros campistas. El personal del parque mantiene corredores entre los grandes lagos y aún entre los más pequeños, y los camping interiores. El sistema principal de los Parques de Ontario, permiten recorrer varias reservas conectadas entre sí. Los potenciales campistas del interior del parque,  debe tener en cuenta que hay dos tipos de senderos en el parque, los marcados con líneas rojas en el mapa, indican que están  muy bien conservados y generalmente su pueden transitar cómodamente, mientras que los marcados en negro reciben mucho menos mantenimiento y pueden ser mucho más difíciles de seguir. También hay tres rutas de senderismo, con trayectos que van desde 6 hasta 88 km de largo. 
En el Campings Interior el clima puede variar mucho rápidamente, y aparte de las cabañas históricas, no existen viviendas de refugio  permanentes. Es por ello deben ser llevados carpas adecuadas, y equipos de supervivencia para asegurar que el viaje pueda seguir siendo agradable.
Todos los campings tienen preparado hogueras, que son los únicos sitios autorizados para realizar fogatas. 
Varios incendios han sucedido por realizar fuego fuera de las áreas asignadas, debido a que las brazas siguen encendidas en las raíces subterráneas, permitiendo que el fuego se extienda rápidamente a lugares de difícil acceso, haciéndolo muy difícil de extinguir. 
El Parque publica normas y sugerencias para las distintas zonas, que se pueden encontrar en el reverso del mapa oficial del  “Algonquin Park”. 
El Camping Interior ofrece excelentes oportunidades para la observación de la vida silvestre. La llamada misteriosa del somorgujo común,  puede ser oído en todos los camping y los somormujos se puede ver en casi todos los lagos. Alces, ciervos y castores a menudo puede ser vistos, especialmente a lo largo de las vías navegables, teniendo en cuenta que los campistas deben permanecer lo suficientemente tranquilos. Los osos negros, aunque está presente en el parque, rara vez se ven, sobre todo si se toman las precauciones adecuadas para evitar atraerlos. Los lobos pueden ser escuchados, pero probablemente se mantendrá alejado de los campistas.

### La pesca
La pesca está permitida en los Parques de Ontario, para ello se debe comprar una autorización válida por un día por vehículo, o conseguir licencias de pesca estacionales, disponible a través del Ministerio de Recursos Naturales. Peces como el bajo, la perca, la trucha y el lucio, se puede encontrar en los canales del parque. Cuanto más un pescador está dispuesto a alejarse de losn punto de acceso, es más probable que la pesca sea más exitosa, quienes están dispuestos a hacer el esfuerzo de transportar su equipo a pie o en canoa a una zona de los lago interiores más aislada a menudo será más recompensado.

## Servicios
La Corporación Canadiense de Comunicaciones y el  Servicio de Pronóstico climático radial del Canadá operan un transmisor de radio para comunicar la información meteorológica de emergencia a los campistas en la zona. Este transmisor, que usa la siglas CBPG-FM, esta en la frecuencia de radio FM 103.7 
La estación sin fines de lucro “Amigos de beneficio del Parque Algonquin”, también operan una FM de “Información turística” CFOA-FM,en el  102.7 MHz.

## Investigación
El Parque Algonquin ha sido un escenario importante para la investigación desde la década de 1930. 
Existen cuatro centros de investigación:
- El Laboratorio Harkness de Investigaciones Pesqueras.
- La Estación de investigación de la vida salvaje.
- La  Estación de Investigación de la Madera
- El Centro de Visitantes.

Más de 1800 artículos científicos se han publicado sobre las investigaciones realizadas en el parque, que cubre casi todos sus aspectos: fauna, geología, silvicultura, historia, el estudio del impacto humano en el medio ambiente, etc. 
Además, el parque posee, en una ubicación remota pero de acceso razonablemente simple, la base de operaciones de un Radiotelescopio, construido al este del parque en 1959, por el Consejo Nacional de Investigación de Ottawa, conocido como el Radio Observatorio Algonquin (ARO). Y a pesar de que la radioastronomía no es un campo de investigación tan activo como lo fue en la década de 1960, el ARO continúa en operación hasta hoy.

## Campamentos de verano
En el Parque Algonquin se han organizado muchos campamentos de verano históricos, como por ejemplo: 
- Experiencias en campamento Algonquin, ahora extinto YMCA campamento que estaba en la costa norte del Lago del Pez blanco de (Ontario).
- Camp Ahmek (niños) y el Camp Wapomeo (niñas) (Los Campamentos Statten Taylor), en canoa al lago
- Camp Arowhon (chicos y chicas) en el Lago Teepee
- Camp Pathfinder (niños) en Lago Origen Lake
- Northway Lodge (para niñas) y su filial Camp Wendigo, un puesto avanzado de disparo para niños, en el Lago Cache,
- Camp Tamakwa (niños y niñas), en el sur del Lago North Tea
- Camp Tanamakoon (para niñas) en el Lago de Tanamakoon (vinculado al Lago Cache).

Los campamentos son miembros de la Asociación de Camping de Ontario.

## Ríos
El parque contiene y protege las cabeceras de estos ríos: 
- Río Amable du Fond
- Río Barron (Ontario)
- Río Bonnechere
- Río Madawaska
- Río Magnetawan
- Río Muskoka
- Río Petawawa
- Río York (Ontario)

## Flora y fauna

### Árboles[7]
abeto balsámico, alerce Tamarack, abeto blanco, Picea roja, abeto negro, pino de Jack, pino blanco, ciprés blanco, cicuta canadiense, chopo balsámico, aspen de dientes grande, álamo temblón, Alnus incana, abedul amarillo, bétula blanca, carpe americano, palo de hierro, haya americana, roble Bur, roble rojo, olmo americano, cerezo de Pensilvania, cerezo negro,  Choke Cherry, arce plateado, arce del Canadá, arce sacarino, arce de montaña, tilo, fresno blanco, marshall negro y fresno americano .

### Mamíferos[8]

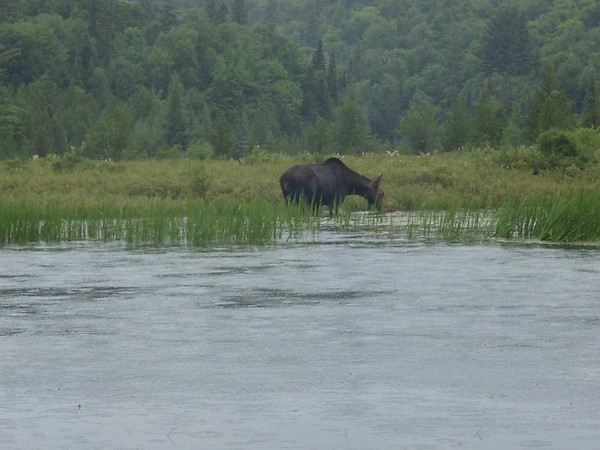
Alce hembra en el Río Amable du Fond en Algonquin.

Musaraña común, Sorex fumeus, Sorex palustris, musarañas Pimeas, musarañas de cola corta, topo de cola peluda, topo de nariz estrellada, pequeño murciélago marrón, murciélago de orejas largas del Noreste , murciélago plateado, Murciélago canoso, liebre americana, Chipmunk Oriental, Menos Chipmunk, Marmota Canadiense, ardilla gris de las Carolinas, American Red Squirrel, Ardilla voladora del Norte, castor americano, ratón ciervo rojo, ratón de patas blancas, Ratón Red-backed del sur, Sur Bog Lemming, rata almizclera, Ratón de la Pradera , Rock Ratón, Casa Mouse,  Salto Pradera Mouse,  Woodland Saltando Mouse, Porcupine, Red Fox, American Oso Negro, Raccoon, marta americana,  fisher, armiño, mustela de cola larga, mofeta rayada, visón americano nutria del norte, lince, venado de cola blanca, alce y lobo oriental

### Peces[9]
Esturión de Lago, pejes lagartos, trucha de lago, perca americana, lobina de boca chica, trucha de arroyo, muskellunge, Pez blanco de Lago, pez blanco de la Ronda, lucio europeo, Pez Cisco, Cisco Shortjaw, Rock Bajo, Pickerel, percasol, White sucker, redhorse Shorthead, Brown Bullhead, pez gato americano, burbot, espinosos, gasterósteo Ninespine, Brook gasterósteo, mucoso Sculpin, Cottus ricei, Spoonhead Sculpin, Sculpin de aguas profundas, Trucha-perca y la perca amarilla.

### Reptiles y anfibios[10]
Common tortuga, tortugas, tortuga de madera, Blanding de tortuga, Painted Turtle, Serpiende común de agua del norte, serpiente Brown, serpiente redbelly, Serpiente oriental Ribbon, Culebra común, Serpiente Hognose del Este, Serpiente Ringneck del Este, Smooth serpiente verde, serpiente de leche, Proteidae, Blue-spotted Salamandra, Salamandras de manchas amarillas, Red-Tritón manchas, Salamandra Red-backed, Salamandra del Norte Dos forradas, sapo americano, Primavera Peeper, Rana Gray del Este, Striped Frog Chorus, Bullfrog, rana verde, Mink Frog, Rana de la madera, rana leopardo, y la Rana Pickerel.

### Aves[11]

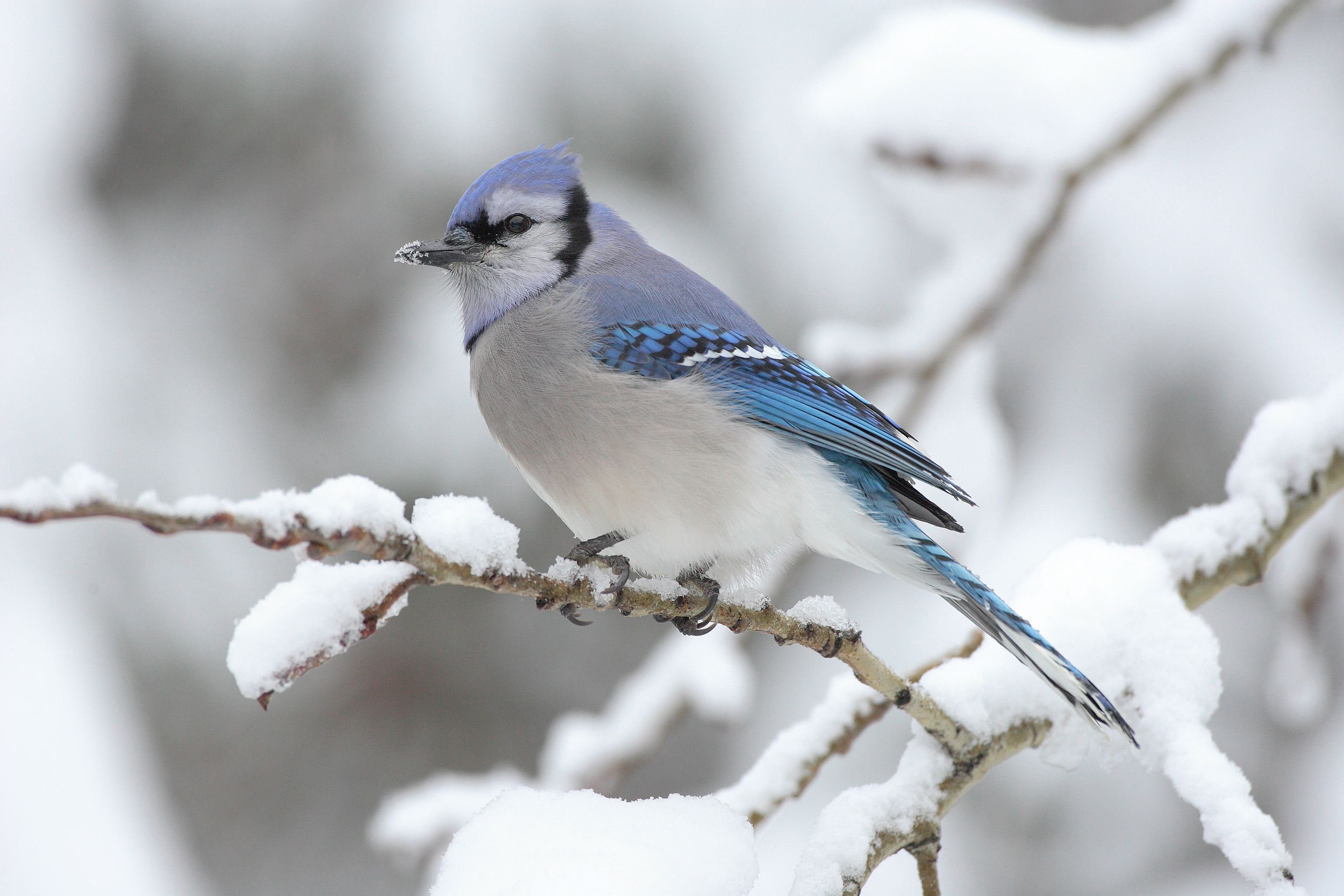
Urraca azul (Cyanocitta cristata) en el parque.

Más de 230 especies diferentes de aves han sido observadas en el parque. De las cuales 128 especies, se sabe que se reproducen en la región, y 89 se consideran comunes. 
Una lista parcial es: colimbo grande, garza ceniza, avetoro americano, pato negro, pato joyuyo, porrón acollarado , pato de cresta, serreta grande, gavilán aliancho, Ruffed Grouse, agachadiza americana, agachadiza común, Spotted Sandpiper, Gaviota argéntea, cárabo norteamericano), lechuza norteña, atajacaminos mexicano, atajacaminos común, vencejo de chimenea, colibrí de garganta roja, Belted Kingfisher, Tree Swallow, golondrina zapadora, golondrina común, carpintero de pechera, Pileated Carpintero, chupasavias norteño, Hairy Woodpecker Downy Woodpecker, Eastern Kingbird, Great Crested Flycatcher, Eastern Phoebe, de vientre amarillo Flycatcher, Alder Flycatcher menos Flycatcher, Eastern Wood Pewee, Olive-sided Flycatcher, arrendajo gris, urraca azul, Cuervo común, cuervo americano, Black-capped Chickadee (Poecile atricapillus), Boreal Chickadee, trepador grande, Red-breasted Nuthatch, Brown Creeper, chochín,  mímido gris, Brown Thrasher, zorzal pechirrojo, tordos, zorzal ermitaño, zorzalito de Swainson, Veery, Corona Dorada Kinglet, Reyezuelo de Corona Roja, ampelis americano Estornino, Red-eyed Vireo, 15 tipos de parúlidos, Red-winged Blackbird, Rusty Blackbird zanate norteño, Brown-headed Molothrus, tangara rojinegra migratoria, picogrueso pechirrosa, Evening Grosbeak, azulejo, Purple Finch, jilguero norteamericano, Dark-eyed Junco, gorrión coronirrufo cejiblanco, chingolo de cuello blanco, Swamp Sparrow y Song Sparrow
Más información sobre las plantas y los animales del parque Algonquin está disponible en  
"Amigos del Parque Algonquin.

## Muertes de Famosos
- Tom Thomson -- Lago Canoe (Distrito Dipissing, Ontario) -- Julio de 1917
- Blair Frazer -- Río Petawawa -- en los rápidos de Rollway -- Mayo de 1968
- Ken Danby -- Lago North Tea -- Septiembre de 2007

## Mapas

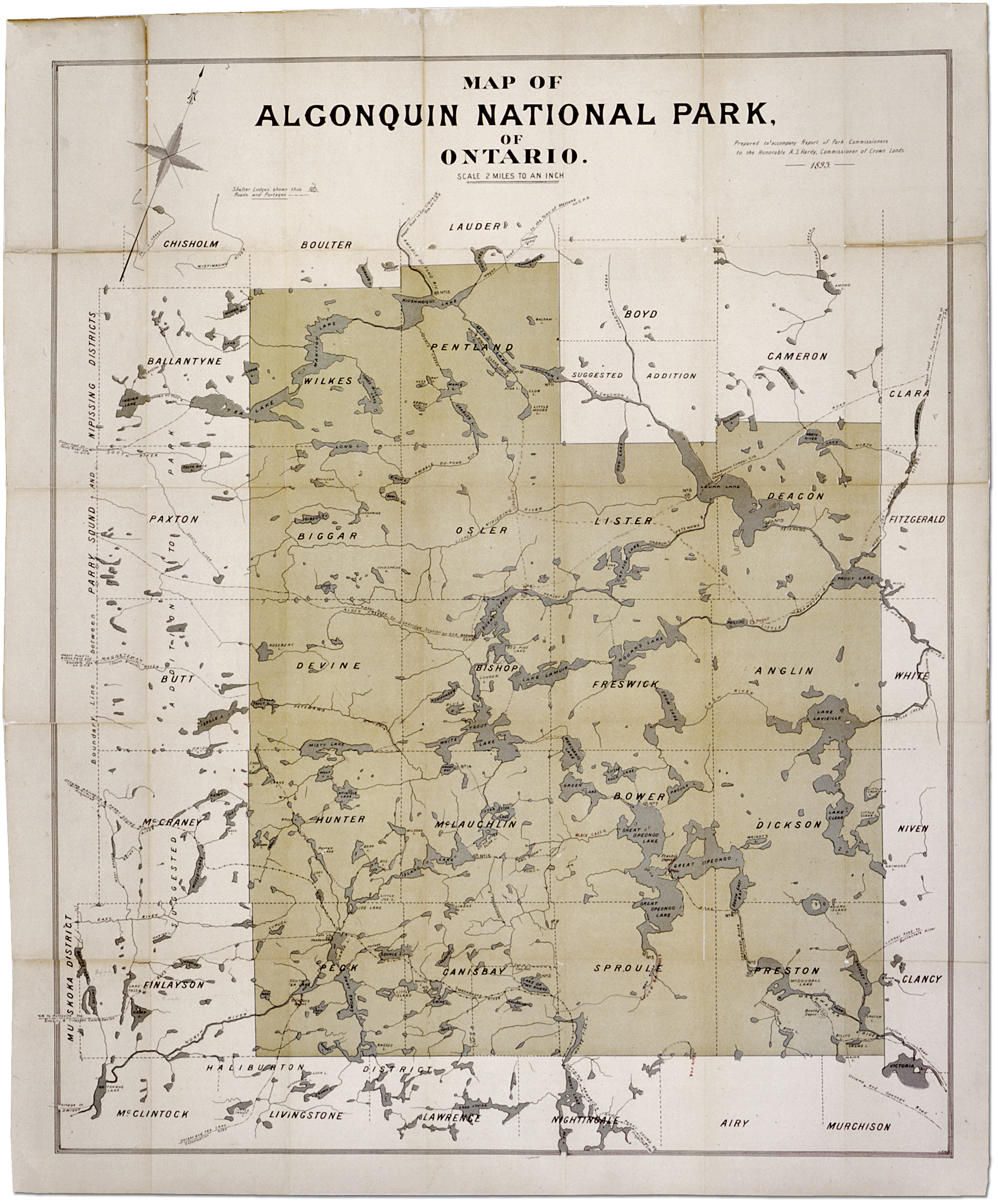
1893
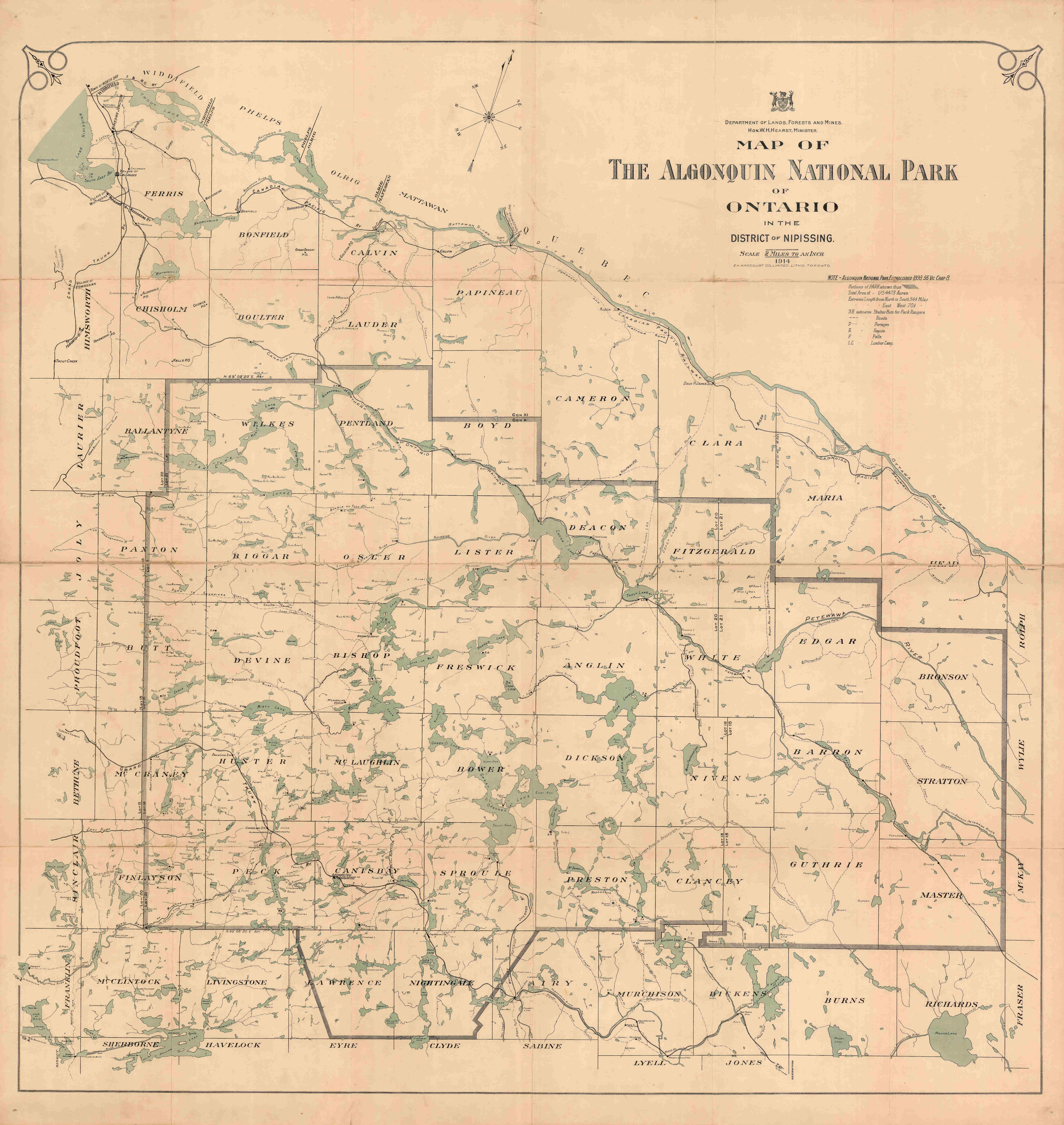
1914
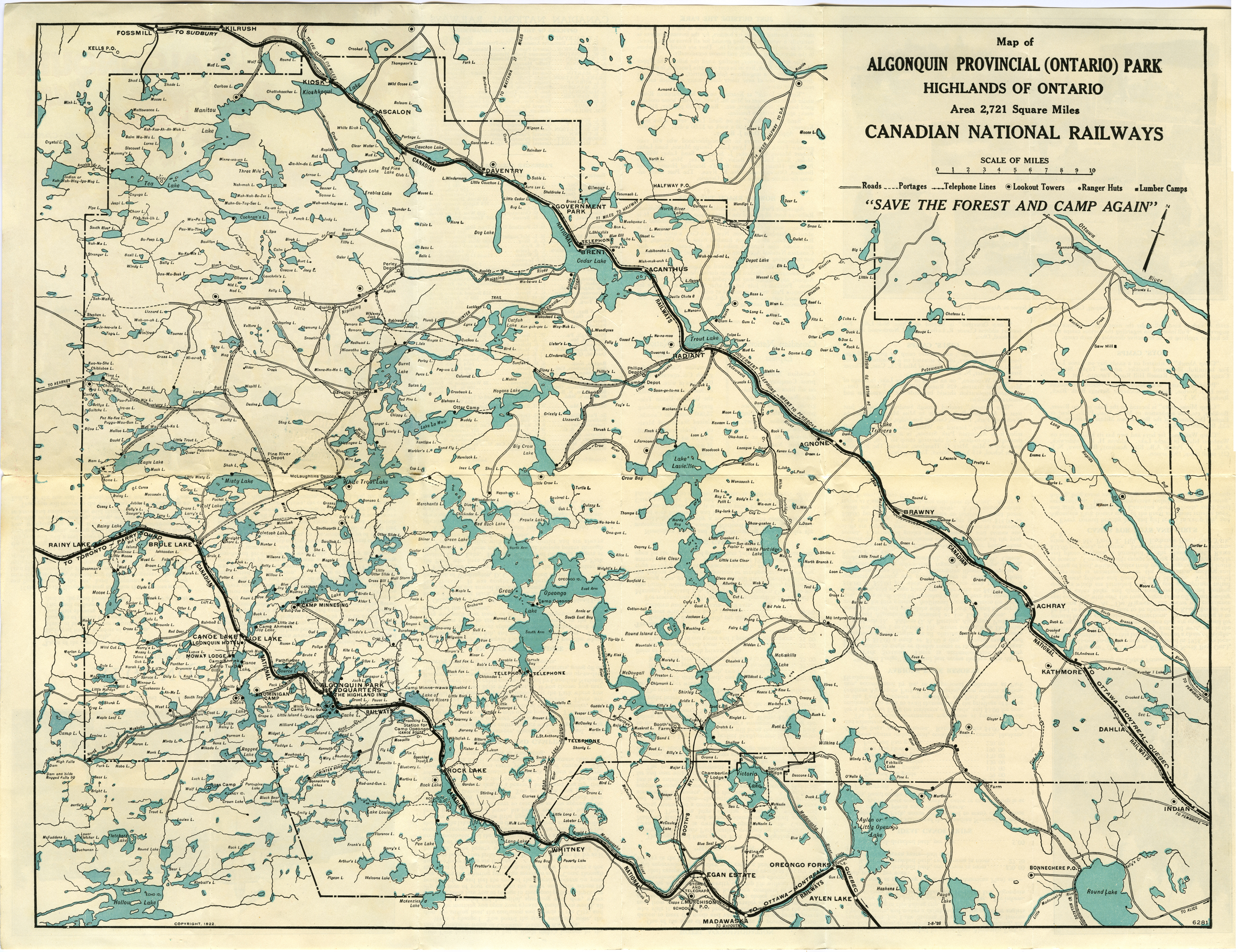
1922
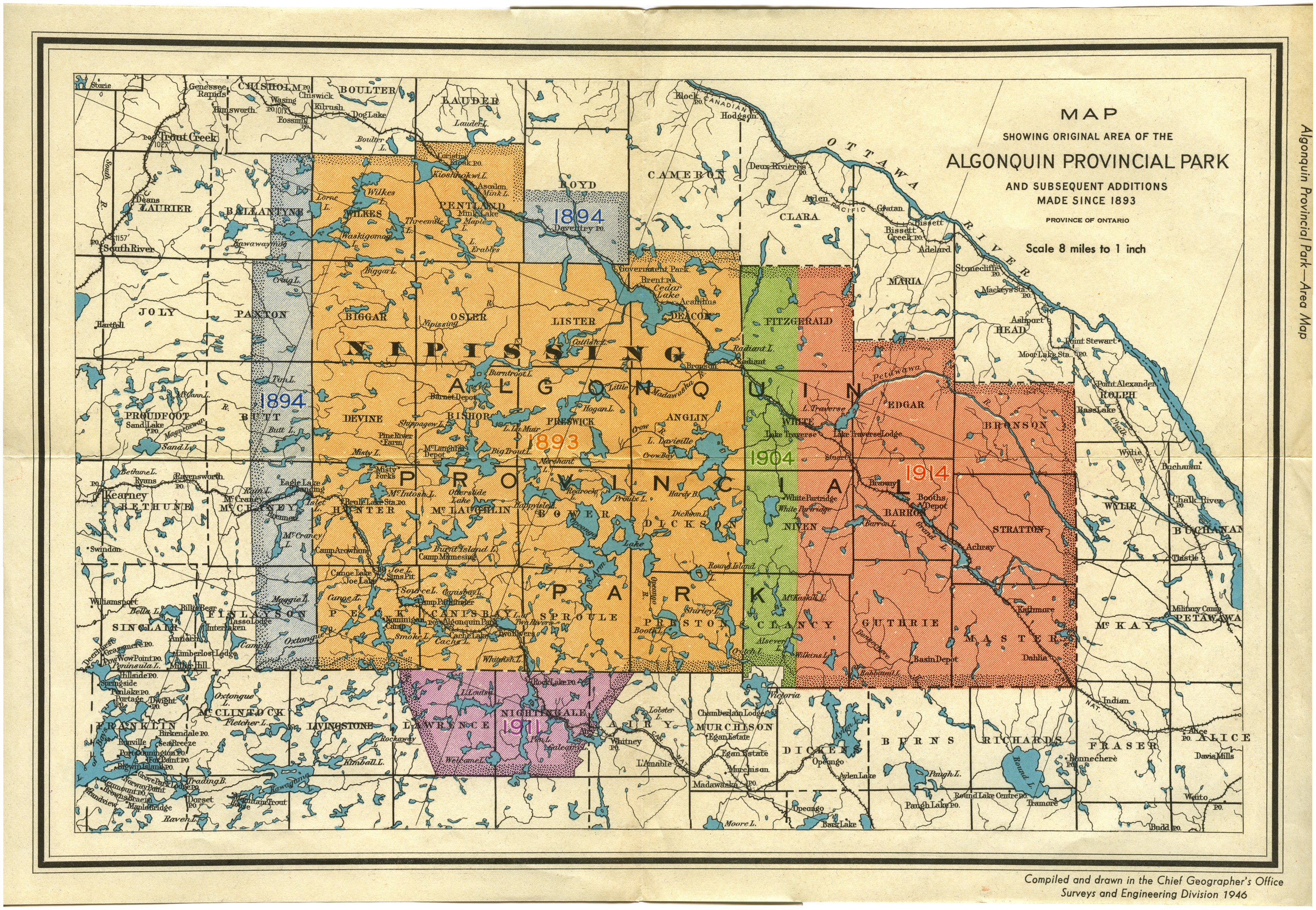
1946

## Galería

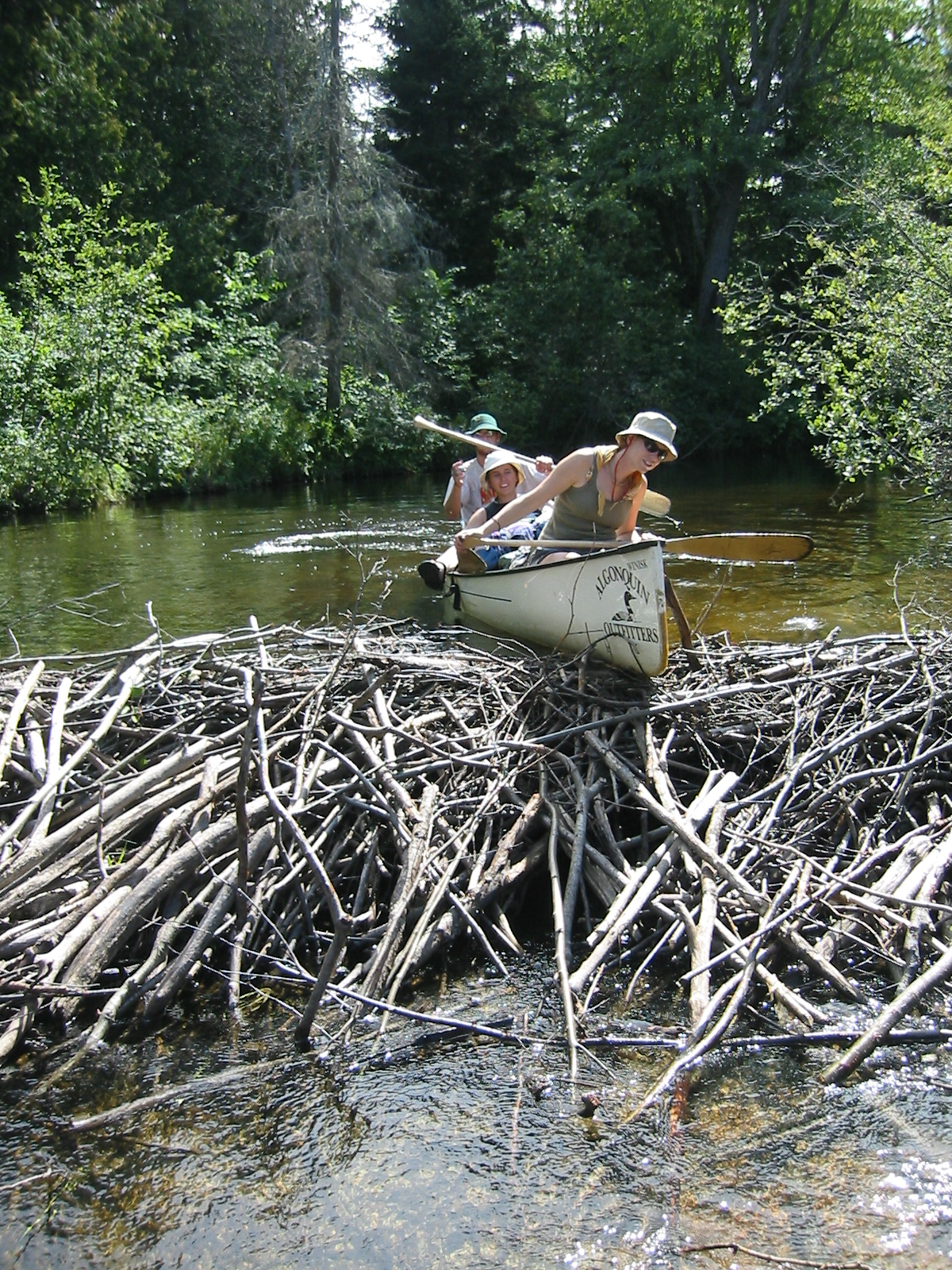
Piragüistas intenta, sin éxito, traspasar un dique de castores en el parque.
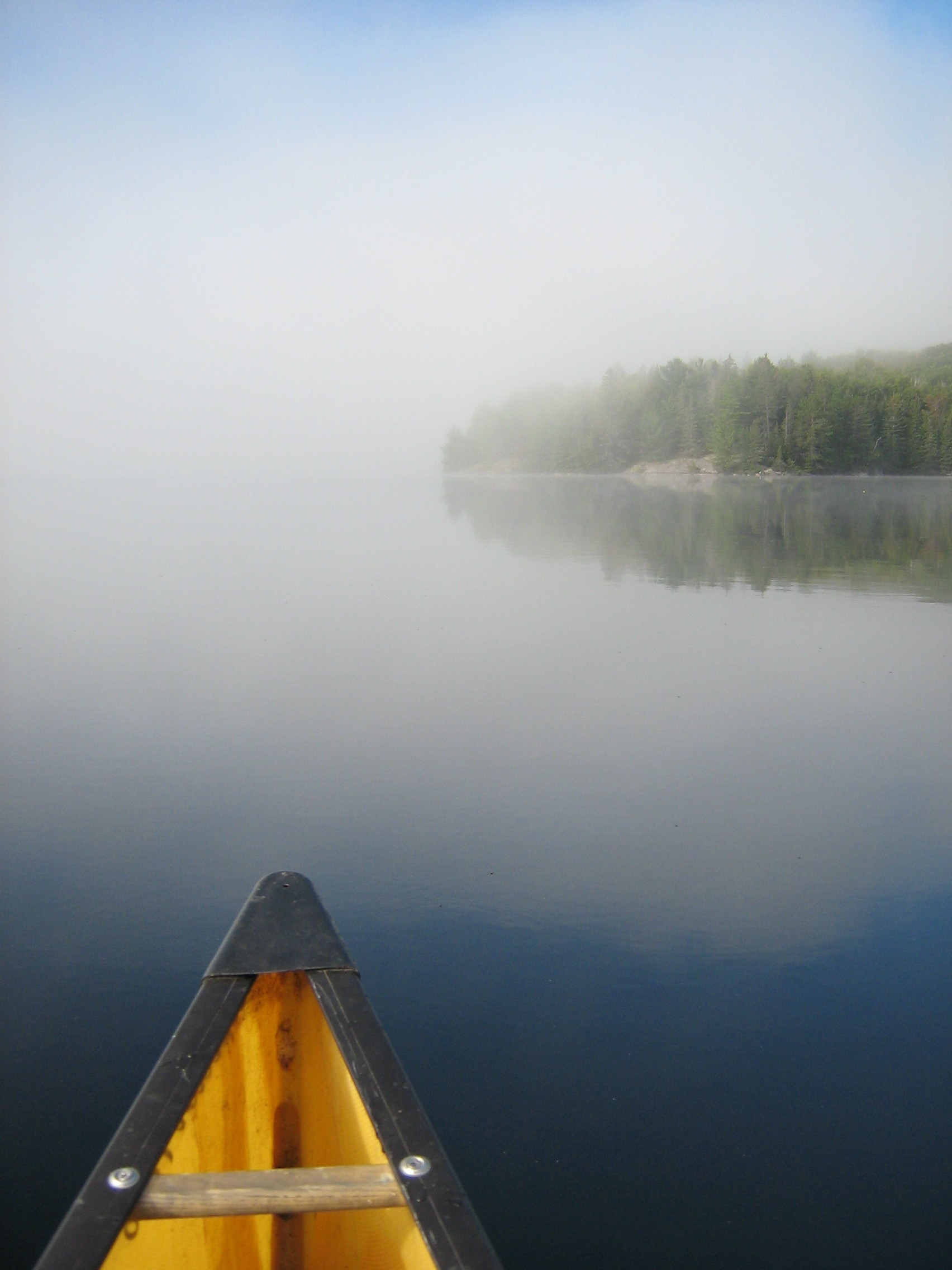
Comienza a levantar la bruma de la madrugada en el Lago Burnt Island.
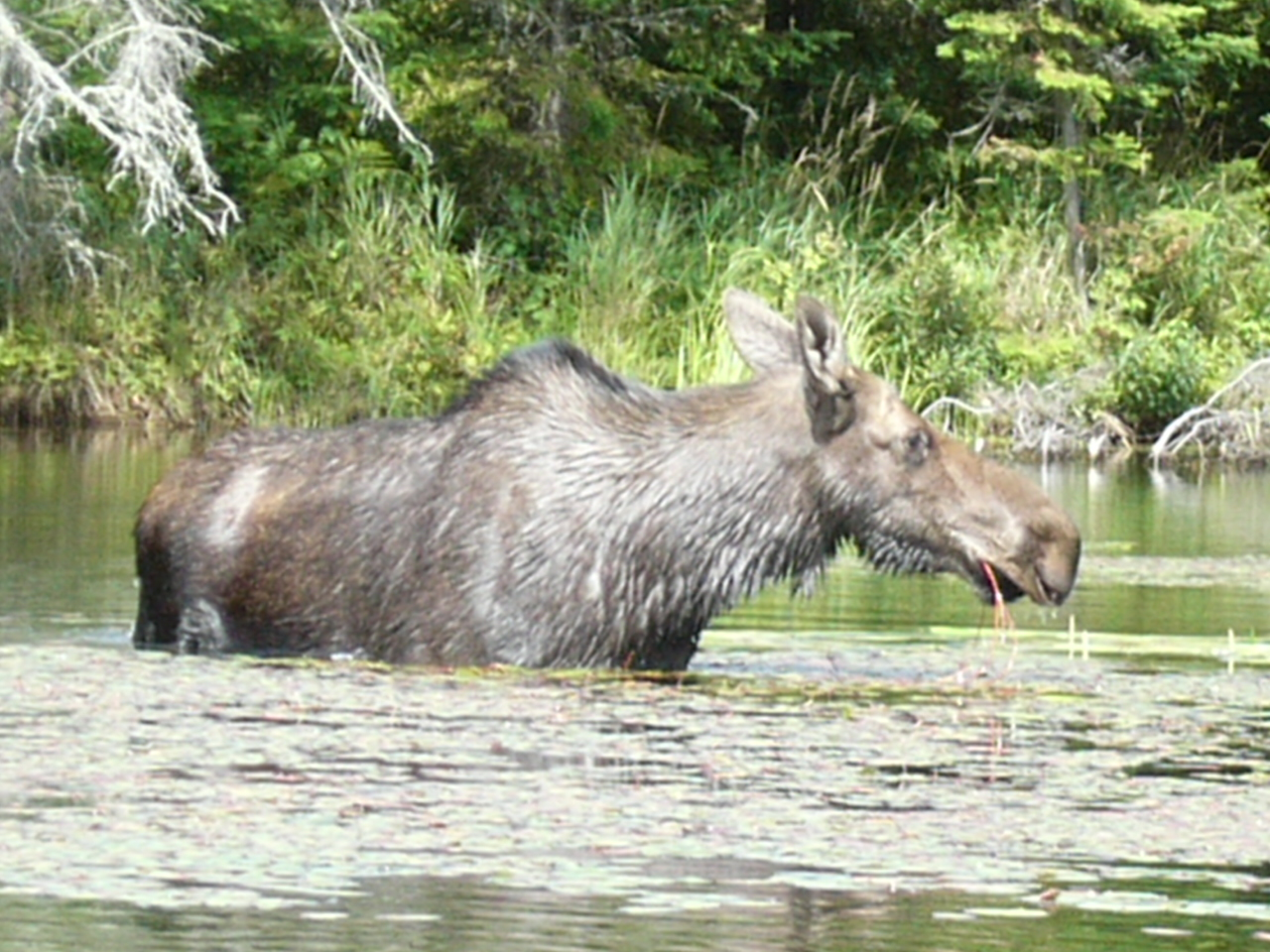
Alce comiendo en el río.
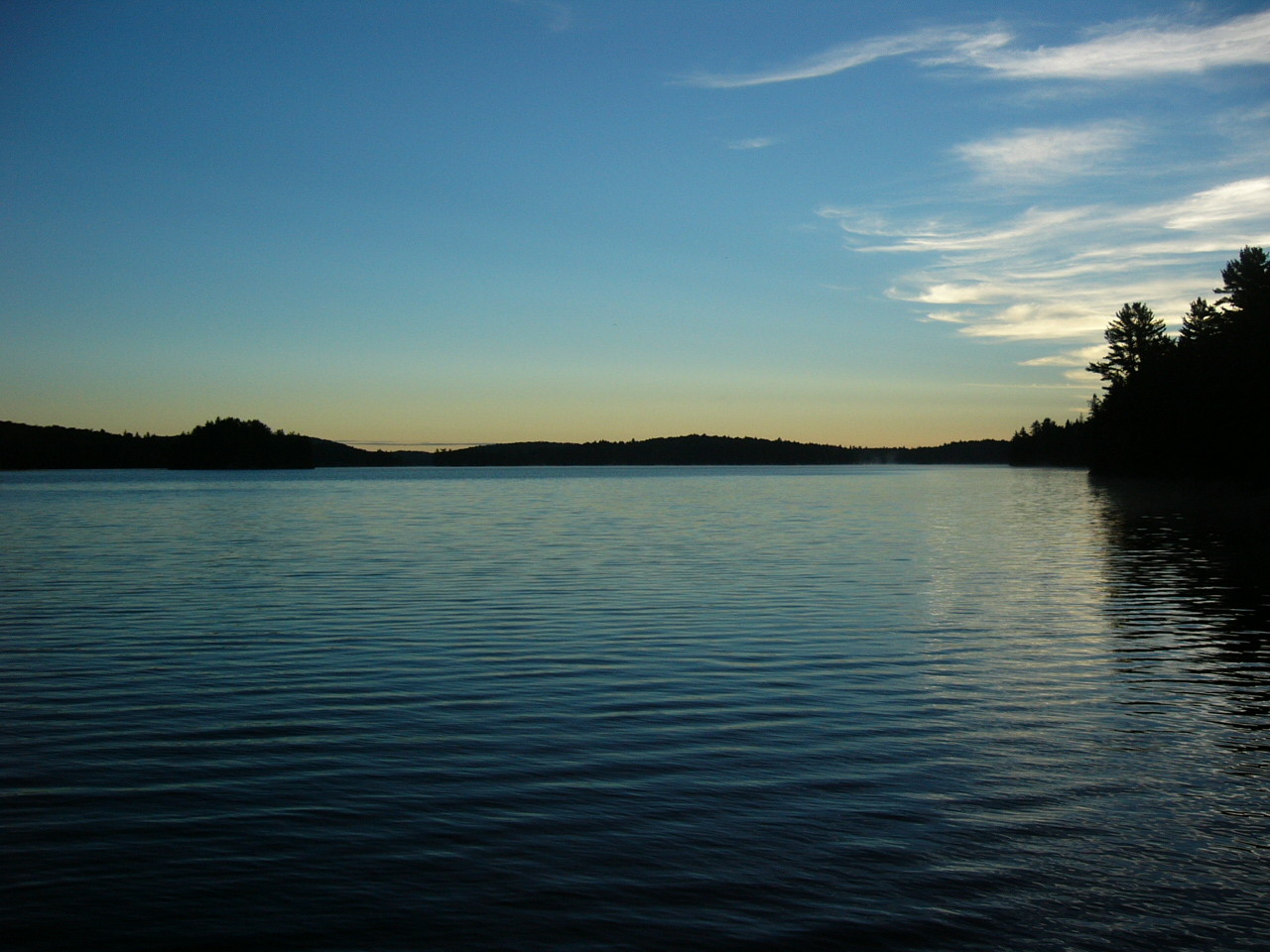
Mañana en Twilight.
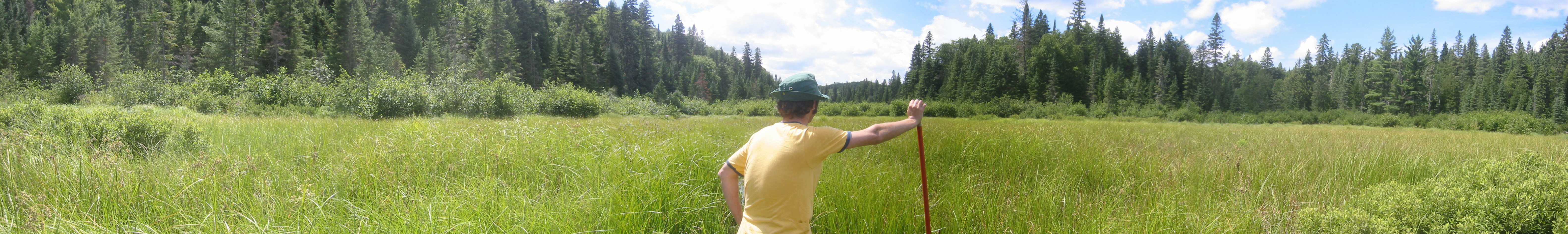
No water on the Amable du Fond River in August.
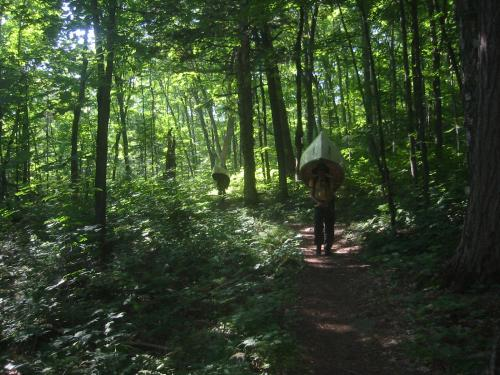
Portaging Canoes.
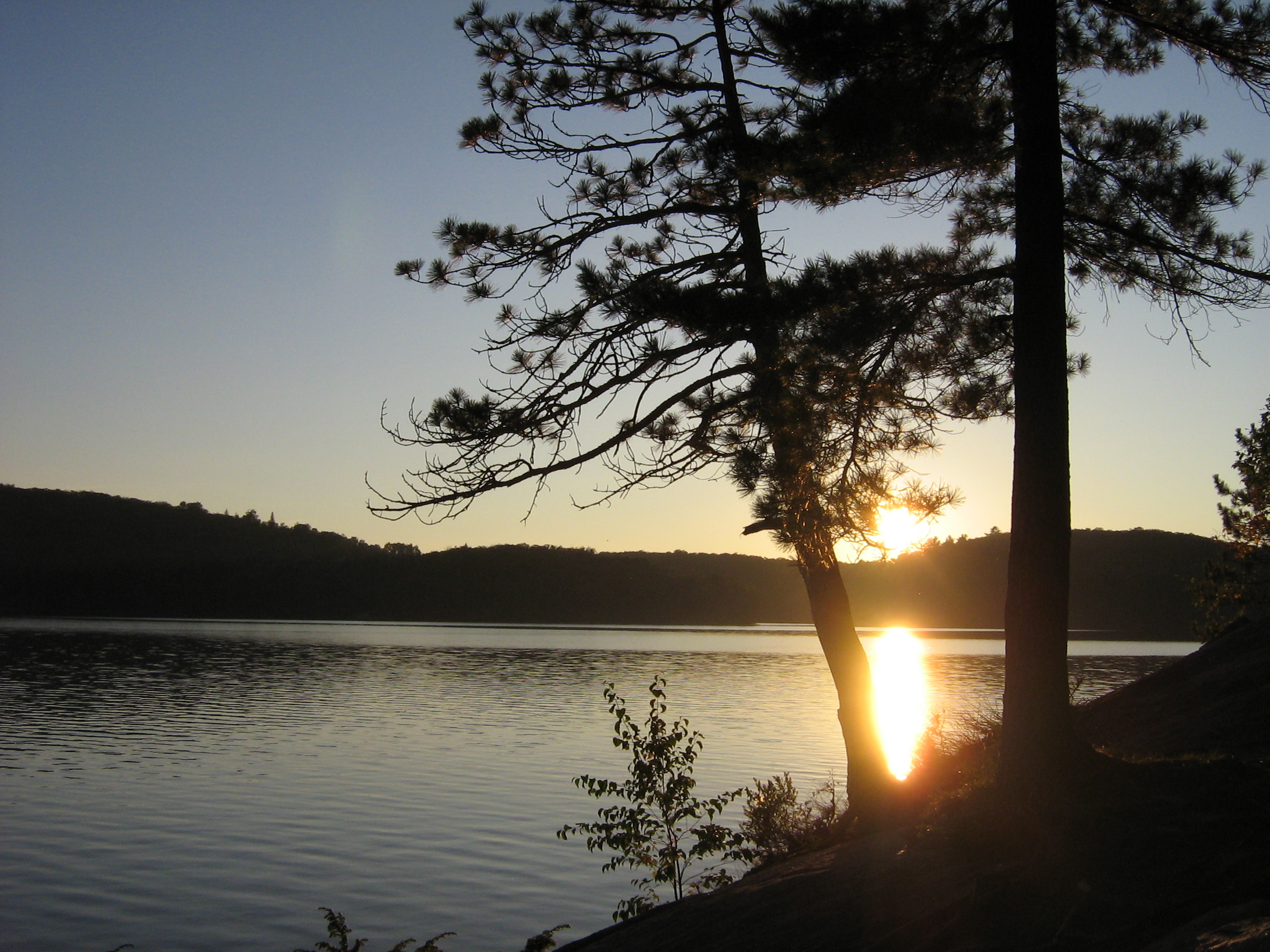
Atardecer en el Parque Algonquin.
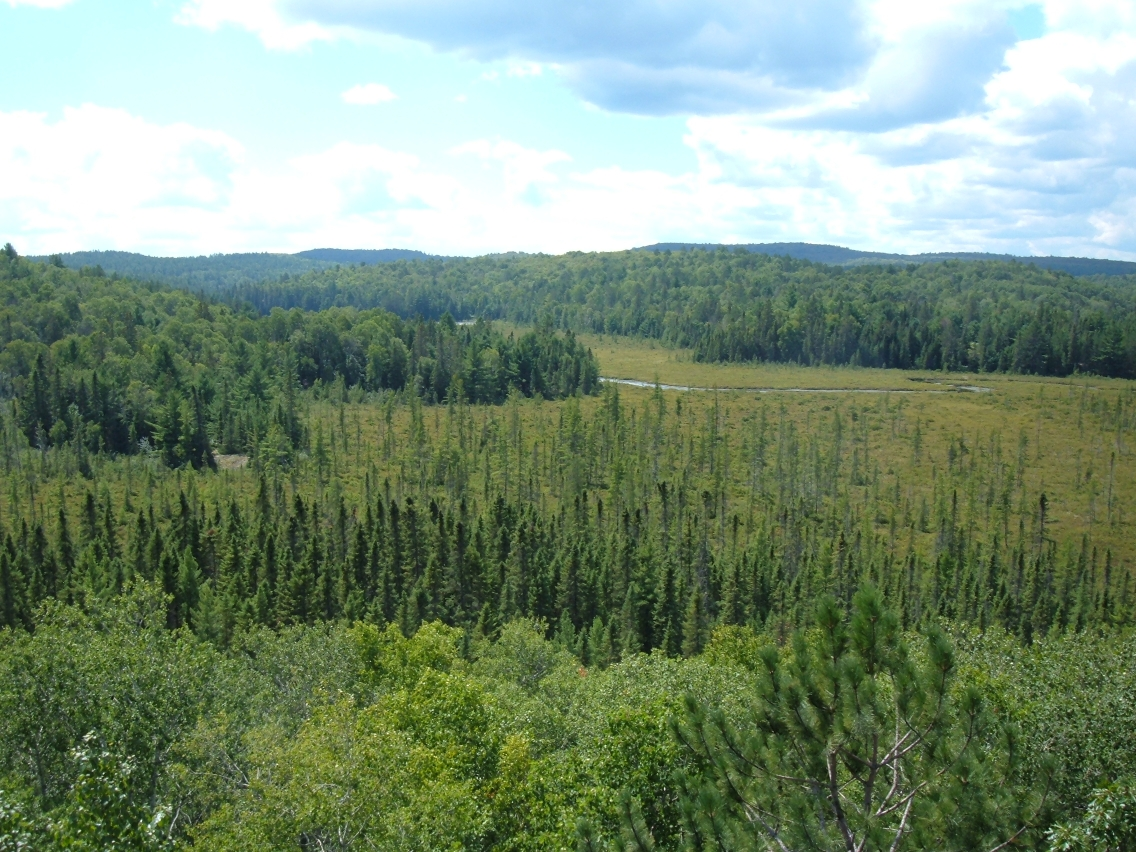
Una vista de un valle.
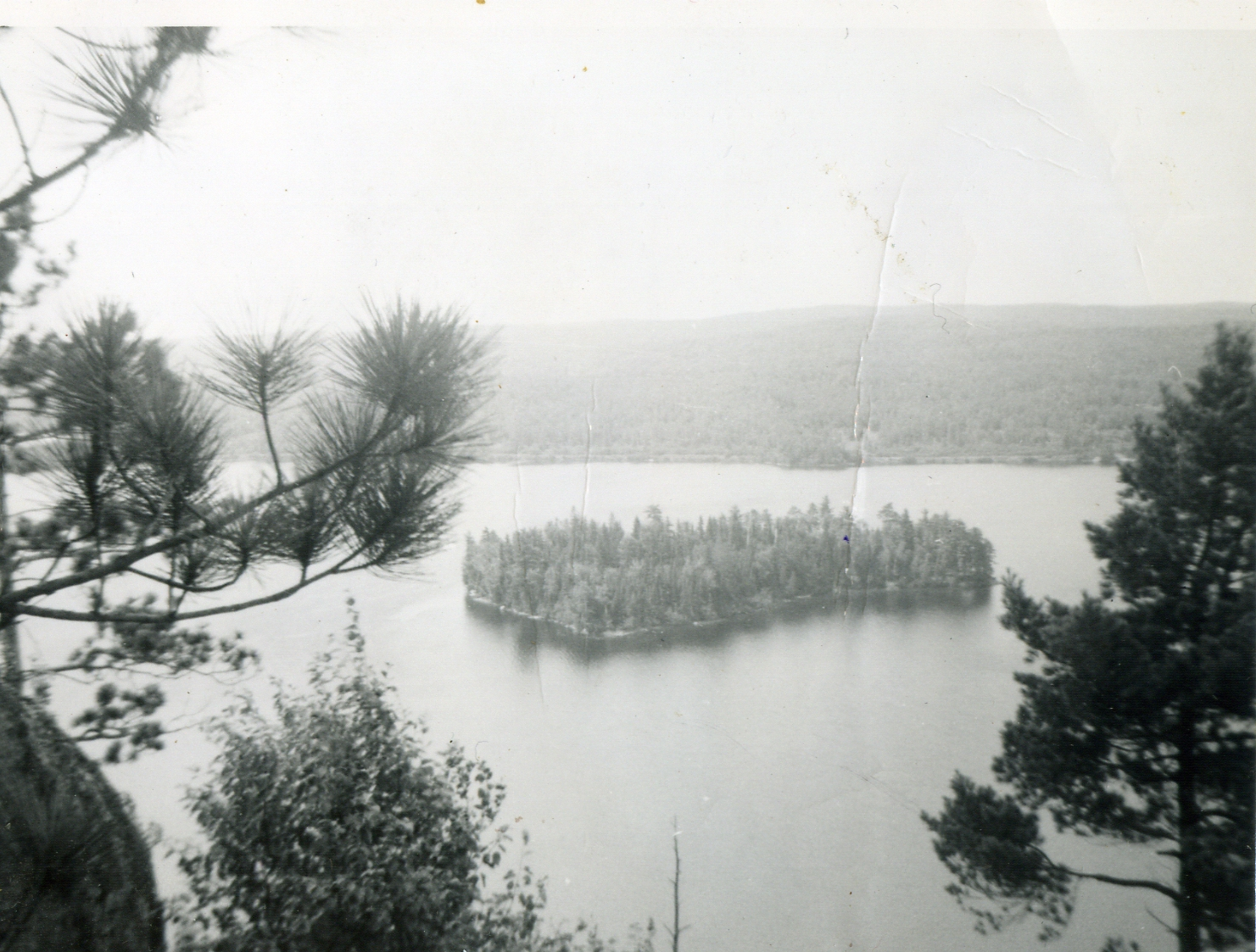
Lago Whitefish, y la isla, vista desde el mirador de Rock Lake.
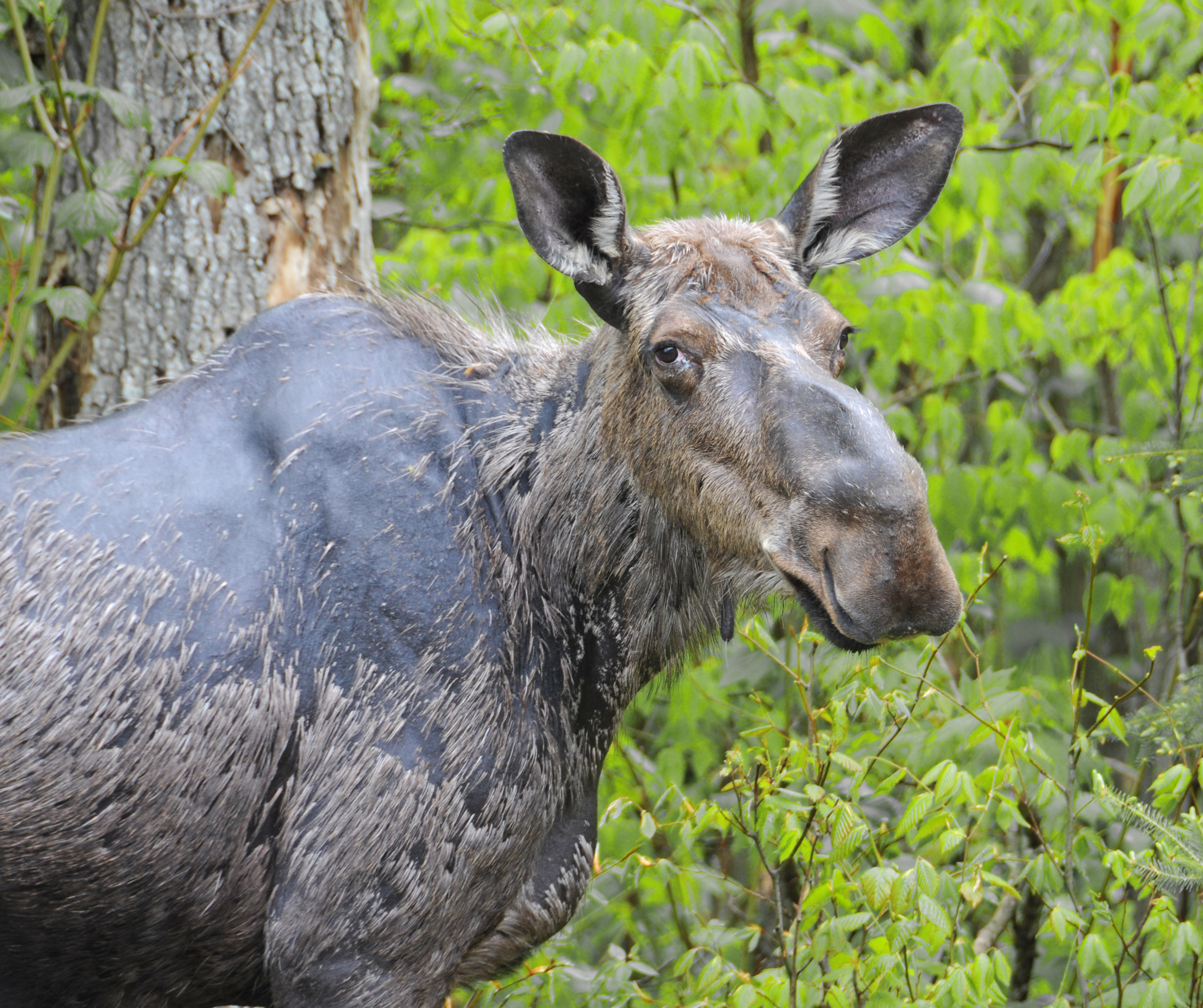
Alce en el parque Algonquin durante el mes de junio.
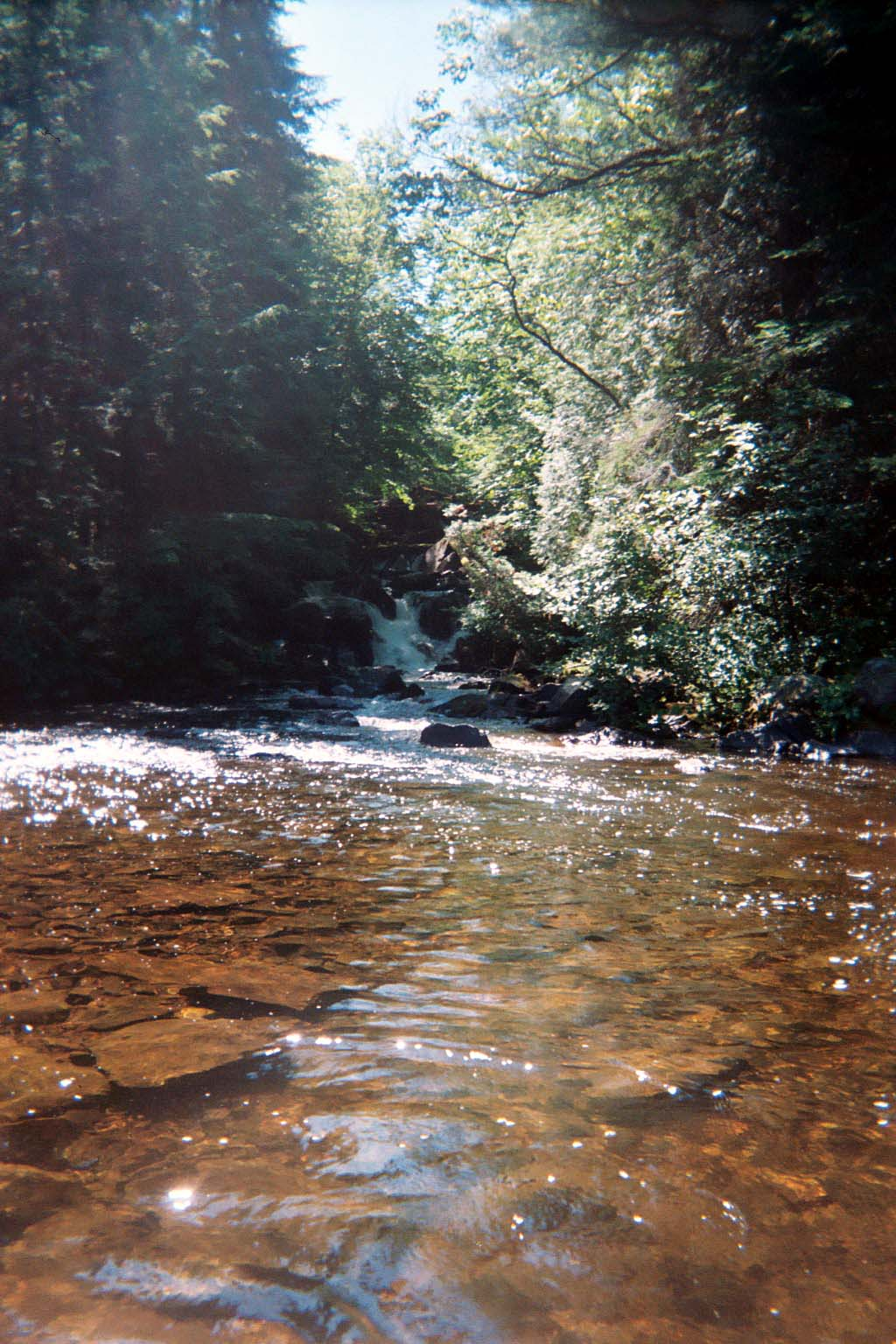
Photograph of running stream in Algonquin Park.
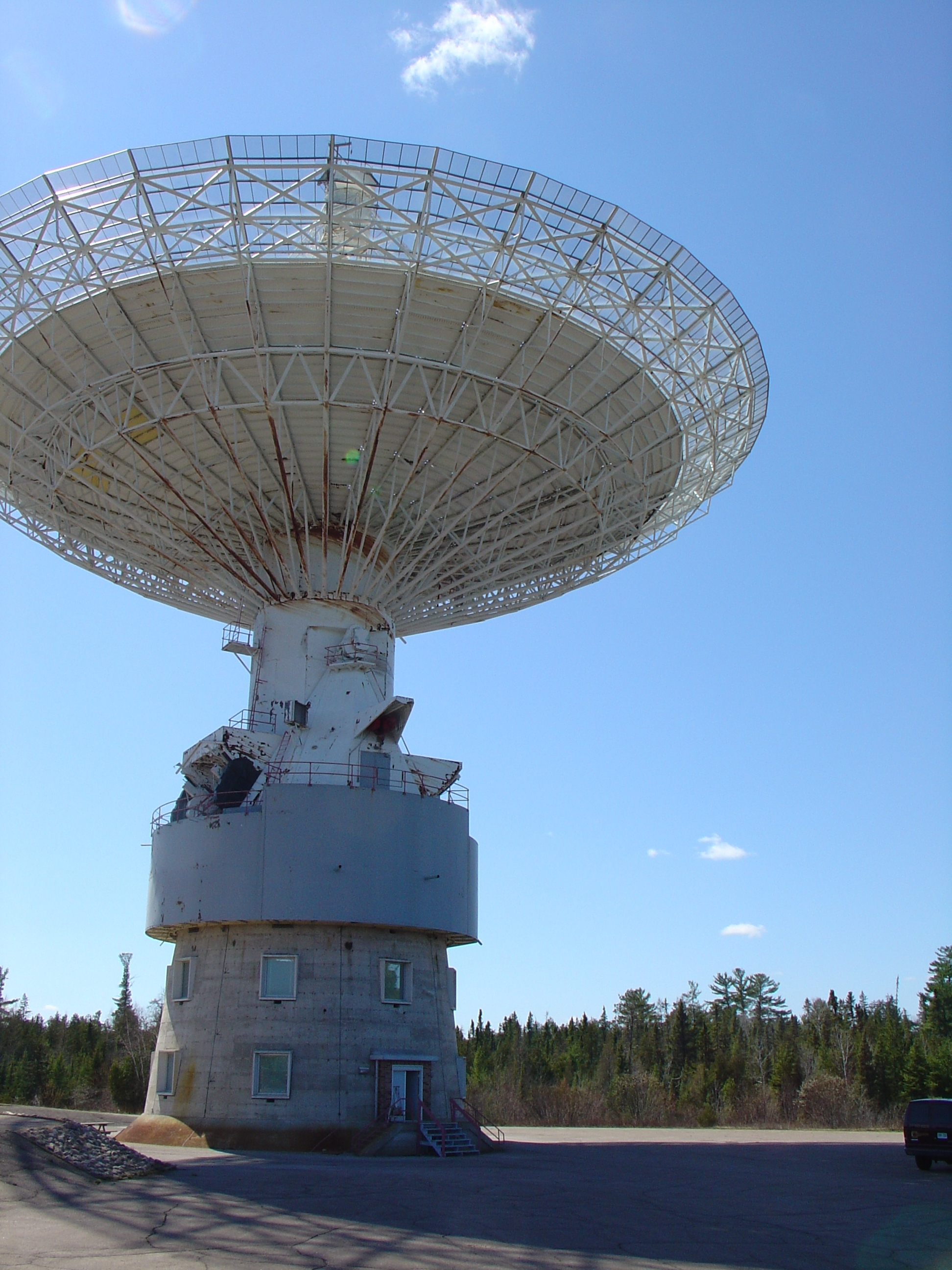
Radiotelescopio de 46 m de diámetro, en el Radio Observatorio Algonquin.